# کنمر کوو (آلاباما)
کنمر کوو (به انگلیسی: Kennamer Cove) یک منطقهٔ مسکونی در ایالات متحده آمریکا است که در شهرستان مارشال، آلاباما واقع شده‌است. کنمر کوو ۱۸۲٫۸۸ متر بالاتر از سطح دریا واقع شده‌است.